# Ulrich Hildebrandt
Ulrich Hildebrandt (* 1. Juli 1870 in Treptow/Rega; † 17. Februar 1940 in Stettin; vollständiger Name Karl Sigismund Ulrich Hildebrandt) war ein deutscher Kirchenmusiker.

## Leben
Karl Sigismund Ulrich Hildebrandt war das 8. und letzte Kind von Gustav Hildebrandt (1822–1911) und seiner Frau Maria, geb. Rhades. Der Vater war Justizrat an der Pommerschen Landschaft und Rechtsanwalt in Treptow/Rega. Die Mutter entstammte einer Stettiner Medizinerfamilie.
1878 siedelte die Familie nach Stettin über, wo der Vater später Syndikus und Geheimer Justizrat an der Generallandschaft war.
Ulrich Hildebrandt hatte schon als Sechsjähriger eine verminderte Sehkraft und litt an einem Augenleiden, das damals nicht heilbar war. Er erlernte die Brailleschrift und benutzte in der Schule eine „Hammond-Schreibmaschine“. Trotzdem musste er das Gymnasium verlassen. Mit elf Jahren erblindete er völlig. Er erhielt Privatunterricht und ließ sich Bücher aus den Blindenbüchereien in Paris, Leipzig und Hamburg schicken. Anschließend ging Hildebrandt nach Berlin, hörte Vorlesungen an der Universität und studierte Orgel bei Heinrich Reimann.
Schon früh wurde man auf seine musikalische Begabung aufmerksam und er erhielt Unterricht im Klavier- und Orgelspiel sowie in Komposition. Als Fünfzehnjähriger gab er erste Konzerte in Stettin.  Ab 1894 war Hildebrandt Vertreter des greisen Organisten Gustav Flügel, seit 1898 dessen hauptamtlicher Nachfolger an der Schlosskirche zu Stettin. Hildebrandt stand in engstem Kontakt mit dem Stettiner Orgelbaumeister Grüneberg, um seine Ideen und Planungen umsetzen zu können. So entstand eine nach seinen Angaben oft ergänzte und verfeinerte ausdrucksstarke Orgel, die jedoch 1945 unterging. 1917 wurde er „Königlicher Musikdirektor“, 1928 wurde er zum Ehrendoktor der Theologischen Fakultät der Universität Greifswald ernannt.
Hildebrandt heiratete 1901 in der Schlosskirche die Lehrerin Anni Renner (1877–1965), die er in einem Konzert hatte singen hören. Seine Tochter Eva (1902–1996) wurde Sängerin und Pianistin, widmete sich nach ihrer Heirat aber dem Wirken ihres Mannes Karl Foerster. Sein Sohn Wolfgang Hildebrandt (1906–1999) wurde Bühnenbildner und nach dem Tod des Vaters freischaffender Maler.

## Werke
Mit Zwanzig  schrieb Hildebrandt erste Sonaten, die gelegentlich aufgeführt wurden. Von 1892 bis 1923 schrieb er Musikkritiken für die Ostsee-Zeitung („U.H.“). Hildebrandt arbeitete am „Gesangbuch für Pommern“ (Stettin 1931) mit, zu dem er die Nrn. 398, 421 und 468 beisteuerte.
- Die Oceaniden. Chorwerk mit Orchester. Text: Robert Prutz (op. 5)
- Marienklage. Szene aus einem mittelalterlichen Passionsspiel (op. 10)
- 30 Choralvorspiele (op. 11)
- Männerchöre (op. 12)
- Zwei Balladen (op. 13)
- Die güldene Sonne. Choralkantate (op. 15). Uraufführung 17. Februar 1910 im Stettiner Musikverein
- Nun jauchzt dem Herrn alle Welt. Choralkantate (op. 16) (deutsch, französisch, englisch, niederländisch). Uraufführung in der Stettiner Schlosskirche
- In Jesu Nachfolge. Geistlicher Wechselgesang (op. 17)
- Matten Has. Text: Klaus Groth (op. 19)
- Mache dich auf, werde Licht. Für Bariton oder Alt und Orgel (op. 20)
- Lieder der Sehnsucht. Für mittlere Singstimme und Orgel (op. 21)
- Vier Studentenlieder. (op. 23)
- Zwei Militärmärsche. (op. 25)
- Acht deutsche Volkslieder. Frauenchor (op. 26 u.32)
- Vier volkstümliche Weihnachtsgesänge. (op. 27)
- Vier Lieder aus „Einsame Feuer“. Text: Karla König (op. 29)
- Reformationskantate. Text: Joh. Jüngst (op. 30)
- Vier geistliche Lieder. Text: Gustav Schüler (op. 31)
- Glockenhymne. (op. 35)
- Jesu, meine Freude. Liturgischer Wechselgesang (op. 36)
- Zwei heitere Männerchöre. (op. 37)
- Choralbuch. Zum Gebrauch für Organisten (Leipzig 1931) (op. 38)
- Choralbuch zum Evangelischen Gesangbuch für Brandenburg und Pommern, nach 1931 (Digitalisat)
- Verschiedene Chöre für Frauenstimmen und Männerchor (op. 39 bis 42 u. 44)
- Orgelchoral zu Strophe 7 des Morgenliedes „Die güldne Sonne“: „Menschliches Wesen, was ist’s gewesen?“ (op. 45)